# 西奈半島
西奈半島（阿拉伯語：شبه جزيرة سيناء）是一块亚洲西端的三角形半岛，北接地中海南鄰红海，数千年來始終為埃及方面的軍事重地。總面積為6萬平方公里，總人口有60萬人。半島之西為苏伊士运河，东北部是以色列和埃及的国界。

## 現況
西奈半島全境現在均屬埃及，地形上約為南高北低；行政區域分為北西奈與南西奈兩省。南北總人口約60萬，居民以世代放牧羊及駱駝為生的貝都因人與於半島西部農耕的埃及人為主，兩者人口約相等。

## 埃及城市
- 塔巴
- 奴威巴
- 達哈布
- 沙姆沙伊赫
- 圖爾
- 蘇伊士
- 伊斯梅利亞
- 塞得港
- 艾里斯

## 機場
- 塔巴國際機場
- 沙姆沙伊赫國際機場

## 相关事件
- 據《出埃及记》，耶和华在西奈山订立律法之约。
- 以色列人在約公元前1250年出埃及後，徒經此半島並進入米甸地流浪四十年。
- 1956年，埃及自英國取回苏伊士运河的主權後，英国、法国、以色列三国的结盟，欲再次佔據西奈半岛与苏伊士运河，见：第二次中东战争
- 以色列曾在1967年六日战争中，占领西奈半岛，后於1982年4月25日循《埃以和約》將大部分归还。1989年歸還塔巴後，西奈半島成为非军事区，全境由埃及治理。
- 2015年10月31日，俄羅斯科加雷姆航空有一架9268號班機在西奈半島上空被炸毀，機上224人全數罹難。[1]

## 外部連結
- Sinai on Wikivoyage （英文）
- 古代近东历史 （页面存档备份，存于） （英文）
- Geographia: Sinai （页面存档备份，存于） （英文）